# Virtuosos
Virtuosos fue un talent show musical. Buscaba crear una orquesta y eliminaba cada semana a distintos participantes.
Se emitió en La 2 y fue presentado por Sheila Izquierdo basada en la idea original de Tacho de la Calle
Ramón Torrelledó fue el director musical y Juan Antonio Simarro, Máximo Pradera y Rosa Torres Pardo los jurados.
| Fecha                   | Datos del programa | Datos del programa | Audiencia       | Audiencia | Ref.   |
| Fecha                   | Nº serie           | Nº temp.           | Nº Espectadores | %         | Ref.   |
| ----------------------- | ------------------ | ------------------ | --------------- | --------- | ------ |
| 12/06/2016              | 1                  | 1                  | 103 000         | 1,9%      | [ 2 ]  |
| 19/06/2016              | 2                  | 2                  | 75 000          | 1,4%      | [ 3 ]  |
| 26/06/2016              | 3                  | 3                  | 82 000          | 1,6%      | [ 4 ]  |
| 3/07/2016               | 4                  | 4                  | 78 000          | 1,6%      | [ 5 ]  |
| 10/07/2016              | 5                  | 5                  | 71 000          | 1,3%      | [ 6 ]  |
| 17/07/2016              | 6                  | 6                  | 111 000         | 2,2%      | [ 7 ]  |
| 24/07/2016              | 7                  | 7                  | 102 000         | 2,2%      | [ 8 ]  |
| 31/07/2016              | 8                  | 8                  | 73 000          | 1,4%      | [ 9 ]  |
| 7/08/2016               | 9                  | 9                  | 53 000          | 1,1%      | [ 10 ] |
| 14/08/2016              | 10                 | 10                 | 75 000          | 1,7%      | [ 11 ] |
| 21/08/2016              | 11                 | 11                 | 104 000         | 2,3%      | [ 12 ] |
| 28/08/2016              | 12                 | 12                 | 90 000          | 2,0%      | [ 13 ] |
| 4/09/2016               | 13                 | 13                 | 131 000         | 2,4%      | [ 14 ] |
| Media de la temporada 1 |                    |                    |                 |           |        |